# Ore City, Texas
Ore City là một thành phố thuộc quận Upshur, tiểu bang Texas, Hoa Kỳ. Năm 2010, dân số của xã này là 1144 người.

## Dân số
- Dân số năm 2000: 1106 người.
- Dân số năm 2010: 1144 người.